# W. James McNerney mladší
W. James McNerney mladší (* 22. srpna 1949, Providence, RI) je americký podnikatel.

## Vzdělání
McNerney vystudoval New Trier High School v roce 1967. Také navštěvoval Yale University kde obdržel titul BA v roce 1971. Na Yale exceloval v baseballu a hokeji. Po působení na Yale působil rok v British United Provident a GD Searle & Company, poté navštěvoval Harvard University, kde obdržel v roce 1975 titul MBA.

## Kariéra
McNerney začal svou podnikatelskou kariéru u Procter & Gamble v roce 1975 na pozici v managementu. Pracoval jako konzultant pro řízení ve společnosti McKinsey (1978-1982).
McNerney pracoval také v roce 1982 u General Electric, zastával tam vedoucí pozice včetně prezidenta a CEO GE Aircraft Engines a GE Lighting, prezident Asia-Pacific.